# Châteauneuf-sur-Sarthe
Châteauneuf-sur-Sarthe è un ex comune francese di 3 010 abitanti situato nel dipartimento del Maine e Loira nella regione dei Paesi della Loira. Dal 1º gennaio 2019 è accorpato al nuovo comune di Les Hauts-d'Anjou.

## Società

### Evoluzione demografica
Abitanti censiti